# Chatyngnach
Chatyngnach – rzeka w azjatyckiej części Rosji, w Jakucji; lewy dopływ Ujandiny. Długość 444 km (od źródeł rzeki Dońskiej 600 km); powierzchnia dorzecza 10,1 tys. km².
Powstaje z połączenia rzek Dońska i Nongondża u podnóży gór Połousny Kriaż; płynie w kierunku wschodnim po Nizinie Abyjskiej silnie meandrując; w dorzeczu liczne jeziora.
Zamarza od października do maja; zasilanie śniegowo-deszczowe.